# Campionati italiani assoluti di scherma del 1990
I Campionati italiani assoluti di scherma del 1990 sono stati organizzati dalla Federazione Italiana Scherma.
Nel fioretto, si sono aggiudicati i titoli dei campionati italiani Luca Vitalesta e Lucia Traversa, entrambi alla loro prima affermazione.
Nella spada Sandro Cuomo ha vinto tra gli uomini, mentre tra le donne c'è stato il successo di Elisa Uga. Entrambi hanno vinto il loro terzo titolo nazionale.
Nella sciabola Giovanni Scalzo ha vinto il suo terzo titolo nazionale maschile, dopo quelli del 1986 e 1988.
Nei campionati italiani a squadre maschili il Gruppo Sportivo Fiamme Oro ha trionfato sia nel fioretto che nella sciabola, mentre il Centro Sportivo Carabinieri ha vinto nella spada.
Nei campionati italiani a squadre femminili trionfa nel fioretto la Società del Giardino Milano, mentre l'A.S.C. Cocciano ha vinto nella spada.

## Podi

### Uomini
| Specialità  | Oro                            | Argento | Bronzo |
| Individuali |                                |         |        |
| Fioretto    | Luca Vitalesta                 | -       | -      |
| Spada       | Sandro Cuomo                   | -       | -      |
| Sciabola    | Giovanni Scalzo                | -       | -      |
| A squadre   |                                |         |        |
| Fioretto    | Fiamme Oro -                   | -       | -      |
| Spada       | Carabinieri Andrea Bermond -   | -       | -      |
| Sciabola    | Fiamme Oro Massimo Cavaliere - | -       | -      |

### Donne
| Specialità  | Oro                           | Argento | Bronzo |
| Individuali |                               |         |        |
| Fioretto    | Lucia Traversa                | -       | -      |
| Spada       | Elisa Uga                     | -       | -      |
| A squadre   |                               |         |        |
| Fioretto    | Società del Giardino Milano - | -       | -      |
| Spada       | A.S.C. Cocciano -             | -       | -      |